# Boerke (bier)
Boerke was een Belgisch bier van hoge gisting.
Het bier werd van 1998 tot 2015 gebrouwen in Brouwerij Angerik te Dilbeek. Oorspronkelijk waren er vier varianten, Amber (6,8%), Donker (5,5%), Blond (6,5%) en Bruin (6,5%). Sinds 2004 werd Boerke Krieken gebrouwen in beperkte hoeveelheid, met gebruik van Schaarbeekse krieken (8kg/50l).
Bij de herlancering van de brouwerij in 2015 werd Boerke herdoopt tot Dilleke, verwijzend naar de gemeente Dilbeek. Dilleke is een pale ale met een alcoholpercentage van 5,1%.

## Varianten
- Boerke Blond, goudblond bier met een alcoholpercentage van 6,8%
- Boerke Bruin, roodbruin bier met een alcoholpercentage van 6,8%
- Boerke Krieken, donkerrood bier met een alcoholpercentage van 6,5%